# 临界乳光

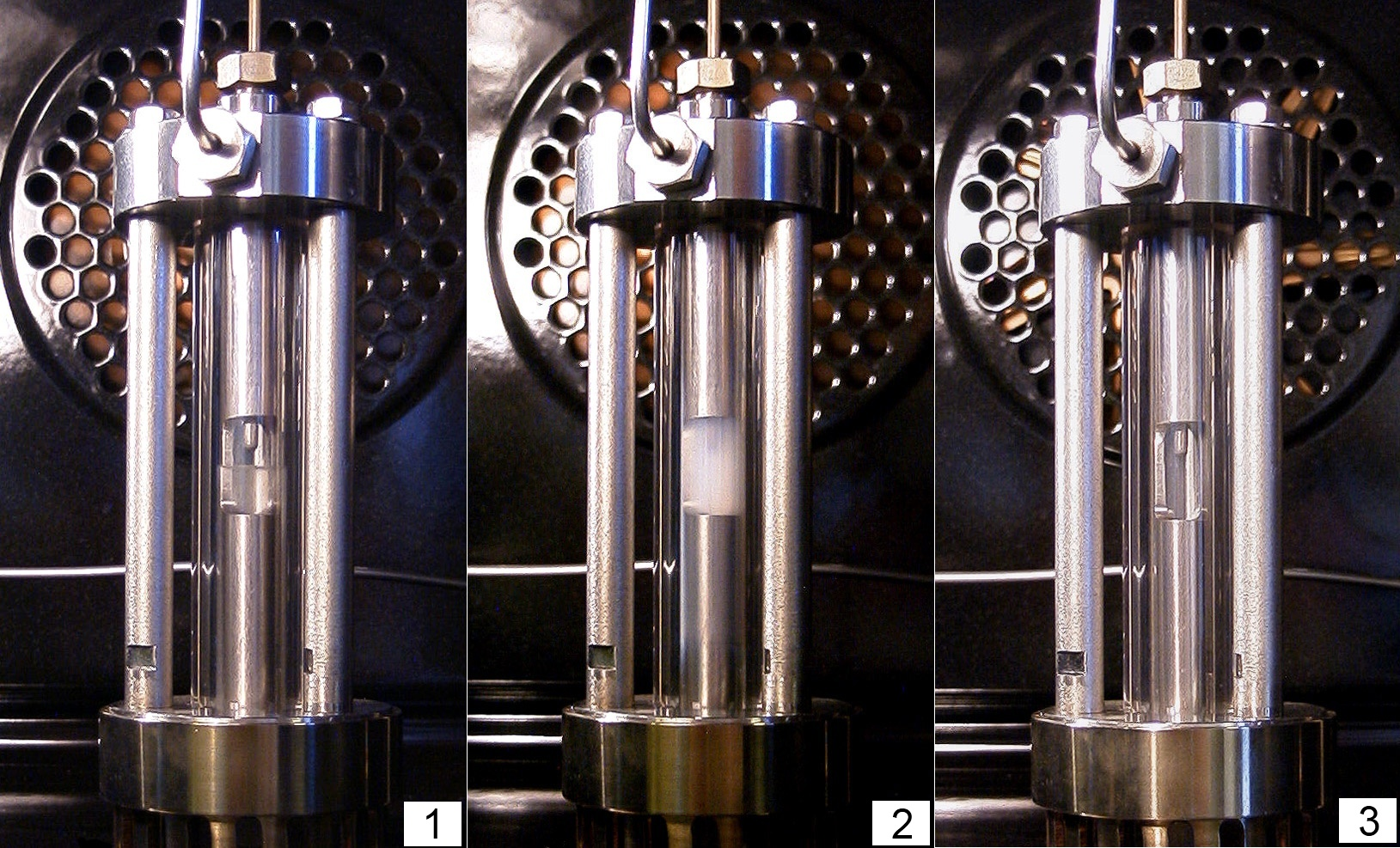
從左到右是在固定體積內加熱乙醇的過程，中間的圖即為乙醇的臨界乳光

临界乳光（Critical Opalescence）是透明液態物質在二級相變（連續相變）區域內的現象。在其溫度壓力接近临界点時，液体會看似混浊。最早是由Charles Cagniard de la Tour在1823年在酒精和水的混合物中發現臨界乳光，後來托马斯·安德鲁斯在二氧化碳液态气体相变的條件下產生了臨界乳光，之後也有許多其他物質的實驗。最常用來說明的例子是用二元混合物進行的實驗，例如環己烷和甲醇的混合物。當物質的狀態接近其臨界點時，液體和氣體區域的大小開始大幅震盪（液态的相关长度發散）。當密度函數振盪到大約光波長的程度時，光會开始散射，因此原來透明的物質會變的不透光而混浊。
1908年，波兰物理学者马里安·斯茅鲁樵斯在1908年首先提出了高密度下的临界浮光。爱因斯坦在1910年描述了临界浮光跟瑞利散射理论的关系。

## 相关條目
- 相變
- 易辛模型
- 普遍性 (物理学)
- 统计力学
- 蛋白色